# 융화 (북제)
융화(隆化, 576년 12월)는 북제(北齊) 후주(後主) 고위(高緯)의 세번째 연호이다. 약 한 달 동안 사용하였다. 
576년 12월 정사(丁巳)에 개원한 후 16일 뒤인 계유(癸酉)에 어린 아들 고항(高恒)에게 선위하였으며, 이틀 뒤인 577년 정월 을해(乙亥)에 개원하였다. 이 시기 북제는 북주(北周)의 침입으로 멸망 직전이었기 때문에 진양(晉陽)에서 고연종(高延宗)이 황제에 오르는 등 혼란한 시기였다.

## 개원
- 무평(武平) 7년 12월 13일[1](577년 1월 17일)에 연호를 융화(隆化)로 개원함.[2][3][4][5]

- 융화(隆化) 2년 1월 1일[6](577년 2월 4일)에 연호를 승광(承光)으로 개원함.[7][3][8][5]

## 연대 대조표
| 융화        | 원년            |
| 서기        | 576년           |
| 간지        | 병신(丙申)      |
| 북주 (北周) | 건덕(建德) 5년  |
| 남진 (南陳) | 태건(太建) 8년  |
| 후량 (後梁) | 천보(天保) 15년 |

## 동시대 연호

### 한국
신라(新羅)
- 홍제(鴻濟) (572년 ~ 584년)

### 중국
남진(南陳)
- 태건(太建) (569년 ~ 582년)

북주(北周)
- 건덕(建德) (572년 ~ 578년)

후량(後梁)
- 천보(天保) (562년 ~ 585년)

고창국(高昌國)
- 연창(延昌) (561년 ~ 601년)

기타 정권
- 고연종(高延宗) 덕창(德昌) (576년)

## 같이 보기
- 중국의 연호 목록